# Aversió a la pèrdua

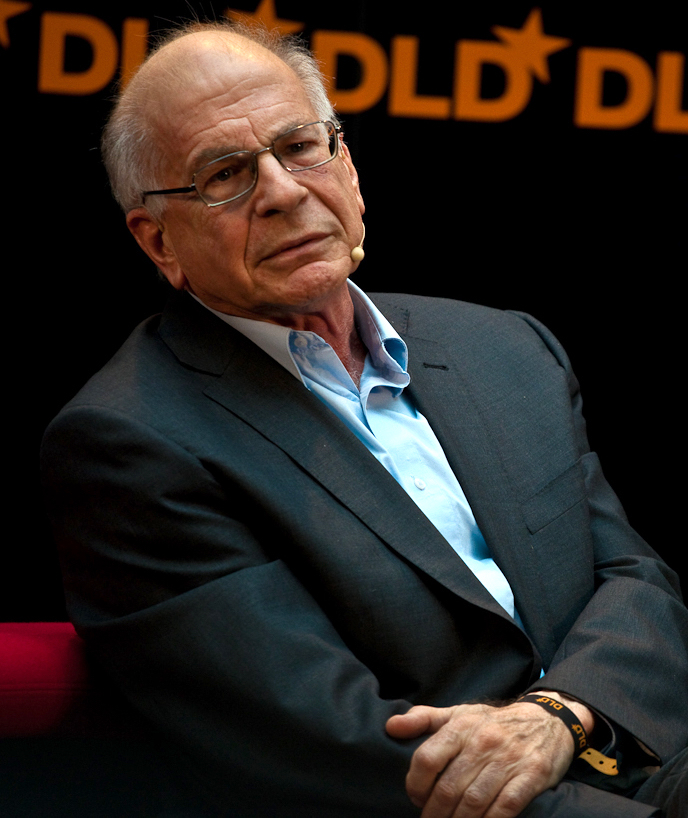
Daniel Kahneman

En economia i teoria de la decisió, l'aversió a la pèrdua es refereix a la forta tendència de la gent a preferir evitar pèrdues monetàries abans que aconseguir guanys monetaris equivalents: Les pèrdues pesen molt més que els guanys. L'aversió a la pèrdua forma part de la teoria prospectiva (o de les perspectives), desenvolupada el 1979 pels psicòlegs Daniel Kahneman (Premi en Ciències Econòmiques en memòria d'Alfred Nobel el 2002) i Amos Tversky. Els estudis suggereixen que les pèrdues són valorades psicològicament entre 1,5 i 2,5 vegades més intensament que els guanys.

## Comparació amb la teoria econòmica clàssica
La teoria econòmica estàndard assumeix que la utilitat dels individus és una funció de la seva riquesa monetària: Com més ric és, més utilitat s'obté. Així mateix, aquesta funció dutilitat dels diners se sol assumir còncava (veure aversió al risc). La concavitat implica que l'increment d'utilitat o utilitat marginal de cada unitat monetària addicional de riquesa és decreixent: Com més ric és, menys es valora un euro addicional de riquesa. Així, passar de tenir x a tenir x + 1 dona més utilitat marginal que passar de 2x a 2x + 1.
En la teoria prospectiva de Kahneman i Tversky, els individus no estan motivats per la seva riquesa total, sinó per les variacions d'aquesta, és a dir, per les pèrdues i els guanys respecte a un punt de referència (que sol assumir-se que és la riquesa inicial de l'individu). En aquesta teoria, el valor psicològic dels guanys i les pèrdues ve representat per la funció de valor (veure gràfic), amb dues parts al voltant del punt de referència. Un aspecte destacable de la corba és la seva forma de S, que representa la disminució de la sensibilitat als guanys i les pèrdues. També és evident que les dues corbes de la S no són simètriques. El pendent de la corba canvia de manera abrupta al punt de referència, augmenta la verticalitat en el quadrant de les pèrdues: la resposta a les pèrdues és més potent que la resposta als guanys corresponents. Això és l'aversió a la pèrdua.

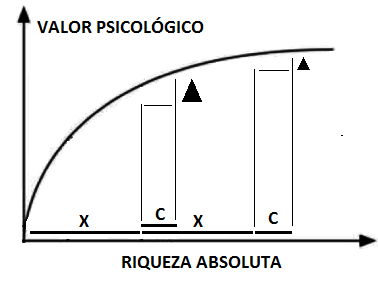
Funció d'utilitat de la riquesa segons la teoria econòmica clàssica. La utilitat marginal d'un increment de riquesa c (veure triangles) és més petita com més riquesa posseeix l'individu.

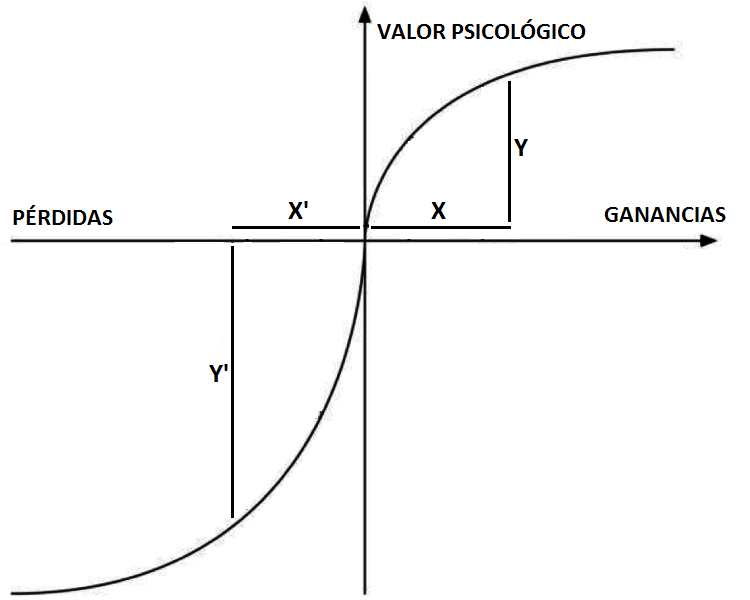
Teoria prospectiva: funció de valor psicològic de guanys i pèrdues monetàries

## Exemples il·lustratius
Considereu una aposta A amb dos possibles resultats: guanyar 1000 Euros (90% de probabilitat) o perdre 2000 Euros (10%). Dos individus 1 i 2 juguen a aquesta aposta amb els resultats següents:
L'individu 1 parteix amb una riquesa de 5000 € i després de jugar A perd 2000 €. La seva riquesa final és de 3000 €.
L'individu 2 parteix amb una riquesa de 1000 € i després de jugar A guanya 1000 €. La seva riquesa final és de 2000 €.
Quin individu està més satisfet o reporta més utilitat després d'haver jugat A? El model econòmic clàssic assenyalaria l'individu 1, ja que la seva riquesa final és més gran que la de l'individu 2. La teoria prospectiva apuntaria per contra l'individu 2, que s'ha vist afavorit. Aquest exemple suggereix que la riquesa final no és un marcador adequat dels canvis al valor psicològic.
Considereu ara una altra aposta B amb dos possibles resultats: 50% de guanyar 1000 € o 50% de perdre 800 €. Acceptaria jugar la loteria B? Els resultats indiquen rotundament que no, però aquesta evidència no la pot explicar la teoria econòmica clàssica, ja que el valor esperat de la loteria B té un guany de 100 € (0.5x1000)-(0.5x800). Per contra, l'aversió a la pèrdua de Kahneman i Tversky sí que explica aquest resultat: és més dolorosa la pèrdua que el guany, fins i tot de vegades on el guany és més gran que la pèrdua.
Finalment, considereu els problemes següents:
Problema 1: rebre 900 € o el 90% de possibilitats de guanyar 1000 €
Problema 2: perdre 900 € o el 90% de possibilitats de perdre 1000 €
Els resultats indiquen per àmplia majoria l'opció segura al problema 1 i l'opció amb incertesa al problema 2. Al problema 1, tant la teoria econòmica clàssica com la teoria de les perspectives coincideixen a escollir l'opció segura, rebre 900 €. Totes dues expliquen l'aversió al risc entre dues opcions. La divergència entre les dues teories apareix en el problema 2. La teoria econòmica clàssica escolliria l'opció segura, perdre 900 €. En canvi, la teoria de les perspectives optaria pel risc. En situacions de pèrdues, la teoria de Kahneman i Tversky afirma que els individus són amants del risc.

## Implicacions
L'aversió a la pèrdua sembla tenir un paper a l'explicació de nombrosos fenòmens socials. En un procés de negociació sindical, per exemple, és difícil concretar acords degut a l'aversió a la pèrdua. La causa és que les parts negociadores es mostraran contràries a fer concessions a canvi d'altres beneficis, ja que senten la pèrdua de manera més dolorosa que un guany de quantia similar. Per posar un segon exemple: En una campanya política, la mesura d'apujar o abaixar els impostos no provoca el mateix efecte entre els votants. L'aversió a la pèrdua suposa que una pujada d'impostos provoqui una resposta (negativa) més intensa que la que pogués provocar una baixada d'impostos de la mateixa quantia